# Agapit (évêque orthodoxe)
Pour les articles homonymes, voir Agapit.
Saint Agapit d'Optina (Агапи́т), dans le monde baron Mikhaïl Mikhaïlovitch von Taube (барон Михаи́л Миха́йлович фон Та́убе), né le 2 (16) novembre 1894 à Gatchina et mort le 18 juillet 1936 à Oriol, est un moine orthodoxe russe canonisé en 2007. Sa mémoire liturgique est célébrée le 5 juillet dans le calendrier julien.

## Biographie
Il est le fils du baron Mikhaïl Ferdinandovitch von Taube, d'une famille d'origine  allemande de la Baltique russifiée, la famille von Taube, et de son épouse née Anna Alexandrovna Baranova et le frère jumeau de Sergueï von Taube (fusillé en 1937). La baronne von Taube prend une nourrice pour les jumeaux.
Il étudie de 1905 à 1912 au gymnasium Karl May dont il sort avec une médaille d'or, puis à la faculté de Droit de l'université de Saint-Pétersbourg. Il est mobilisé en 1916 et est blessé au combat. Entre 1918 et 1922, il combat au sein de l'Armée rouge. 

### Vocation

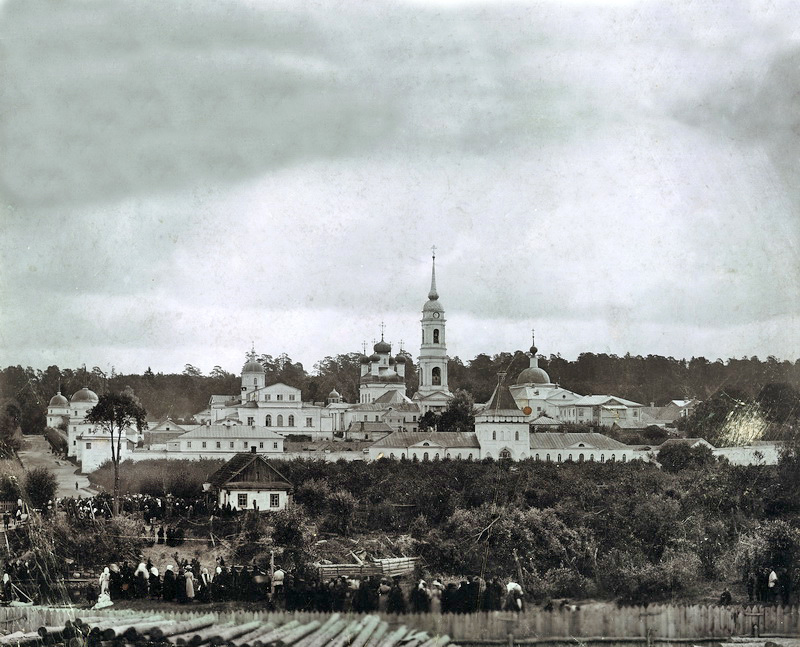
Le monastère d'Optina avant la révolution.

Le 15 septembre 1921, il s'inscrit comme auditeur libre à l'institut théologique de Pétrograd. Il y étudie dix-huit mois et quitte les cours au début de la deuxième année, alors que la guerre civile bat son plein. Le 17 avril 1923, il entre au monastère d'Optina qui avait fermé en 1918 (pour devenir musée), mais qui gardait encore quelques moines. Il devient conservateur de la bibliothèque monastique et se familiarise avec la littérature religieuse et les manuscrits précieux du monastère.  
À Optina, il demeure au rucher où vivent deux moines, dont le plus âgé, le Père Nectaire (Tikhonov), le prend comme fils spirituel. Les moines sont expulsés en 1924. Seuls restent ceux qui travaillent comme gardien du musée. Taube devient l'assistant de la directrice du musée, Lydie Zachtchouk, tout en continuant à étudier auprès de son starets Nectaire. Lorsque ce dernier est expulsé de la zone à son tour, Taube prend comme père spirituel le Père Nikon (Beliaïev) qui reçoit ses vœux dans la clandestinité et il prend le nom de religion d'Agapit. Le jeune moine Agapit est renvoyé du musée en mai 1925. Il vit alors à Pétrograd ou dans les environs d'Optina, gagnant sa vie comme enseignant en français allemand, italien et latin. 
Agapit est arrêté le 16 juin 1927 avec tout un groupe de fidèles du Père Nectaire et enfermé à la prison de Kalouga. Le 19 décembre 1927, il est condamné par un collège de la  Guépéou à trois ans de bagne qu'il effectue au camp de Solovki. À l'issue de sa peine, il est relégué à Arkhanguelsk. En 1931, il est de nouveau arrêté comme « participant à un groupement contrerévolutionnaire parmi le clergé local ou relégué ». Le 2 décembre de la même année lors d'une réunion spéciale du directoire de la Guépéou, il est condamné et déporté au camp de travaux forcés de Mariinsky en Sibérie. Il est ensuite relégué à Oriol. Il parvient de temps en temps à rencontrer des anciennes connaissances d'Optina.

### Maladie et mort
Au début de l'année 1936, le Père Agapit tombe malade avec un gonflement à la langue. Ses amis le convainquent de se rendre à l'hôpital à Moscou où il subit une opération, mais d'autres symptômes apparaissent au bout de quelque temps, rendant une nouvelle opération impossible. De retour à Oriol, il dit adieu à ses amis de façon très simple. Vivant dans une chambre chez une vieille logeuse, il arrive à se rendre à l'église régulièrement et lorsque ses forces le lâchent il communique avec elle en frappant au mur s'il a besoin de quelque chose.   
Le 18 juillet 1936, elle entre dans la chambre du moine après son signal:
« Son visage était concentré et doux. Aucune douleur ou peur ne le déformaient. Il ne gémissait pas, seule sa respiration devenait de moins en moins fréquente...Il 
supportait ses souffrances si légèrement que (je) priais pour lui comme un saint ». 
Le moine Agapit meurt ce 18 juillet et il est enterré dans un des cimetières d'Oriol. Sa tombe a disparu.

## Canonisation
Agapit d'Optina est canonisé par le Très Saint Synode le 27 décembre 2007.  

## Mémoire liturgique
- 18 juillet mémoire d'Agapit d'Optina
- 25 janvier (7 février), si ce jour tombe un dimanche, et s'il ne tombe pas ce jour — le dimanche le plus proche après cette date — fête des nouveaux martyrs et confesseurs russes

## Famille
- Mère : baronne Anna Alexandrovna von Taube née Baranova (1862-1915)
- Père : baron Mikhaïl Ferdinandovitch von Taube (1855-1924), philosophe, mathématicien, poète
- Frères et sœur : 
  - Alexandre (1889-1964) traducteur militaire, professeur de l'institut militaire des langues étrangères, colonel. Auteur de plusieurs dictionnaires militaires et de marine militaire (russe-allemand, allemand-russe, russe-anglais, anglais-russe, français-russe, russe-français)[3].
  - Ivan (1892-1941?) officier de l'armée blanche, émigre
  - Sergueï (1894-1937) son jumeau, ancien élève du corps des Pages, capitaine d'état-major du régiment Préobrajensky, puis sert dans l'Armée rouge, fusillé en 1937[4]
  - Maria (1899-1929) diplômée de l'institut Lesgaft. Gagne sa vie comme professeur de gymnastique. Condamnée à trois ans de camp de concentration pour activités philosophico-religieuses dans le cercle « Résurrection ». Déportée au camp de Kem, elle y meurt quelques jours après son arrivée du typhus en juillet 1929[5].